# Mistrzostwa Czterech Narodów w Łyżwiarstwie Figurowym 2020
Mistrzostwa Czterech Narodów w Łyżwiarstwie Figurowym 2020 – zawody łyżwiarstwa figurowego dla reprezentantów państw Grupy Wyszehradzkiej (Czechy, Polska, Słowacja, Węgry). Zawody rozgrywano od 12 do 15 grudnia 2019 roku w Ostravar Aréna w Ostrawie.	
Kolejność miejsc zajmowanych przez reprezentantów danego kraju w każdej z konkurencji determinowała wyniki końcowe ich mistrzostw krajowych (2020) w kategorii seniorów oraz w konkurencji par sportowych i tanecznych w kategorii juniorów.	
Wśród solistów triumfował Czech Michal Březina, zaś wśród solistek reprezentantka Polski Jekatierina Kurakowa. W parach sportowych zwyciężyli jedyni zawodnicy w tej konkurencji, reprezentanci Węgier Julija Scsetyinyina i Mark Magyar. W konkurencji par tanecznych zwyciężyli reprezentanci Polski Natalia Kaliszek i Maksym Spodyriew.	

## Terminarz
| Data       | Godzina   | Kategoria | Konkurencja   | Segment          |
| ---------- | --------- | --------- | ------------- | ---------------- |
| 13 grudnia | 12:45 CET | Junior    | Pary sportowe | Program krótki   |
| 13 grudnia | 13:00 CET | Senior    | Pary sportowe | Program krótki   |
| 13 grudnia | 13:35 CET | Senior    | Solistki      | Program krótki   |
| 13 grudnia | 16:20 CET | Junior    | Pary taneczne | Taniec rytmiczny |
| 13 grudnia | 17:25 CET | Senior    | Pary taneczne | Taniec rytmiczny |
| 13 grudnia | 18:20 CET | Senior    | Soliści       | Program krótki   |
| 14 grudnia | 10:30 CET | Senior    | Solistki      | Program dowolny  |
| 14 grudnia | 13:30 CET | Junior    | Pary taneczne | Taniec dowolny   |
| 14 grudnia | 14:45 CET | Senior    | Pary taneczne | Taniec dowolny   |
| 14 grudnia | 17:20 CET | Junior    | Pary sportowe | Program dowolny  |
| 14 grudnia | 17:50 CET | Senior    | Pary sportowe | Program dowolny  |
| 14 grudnia | 18:30 CET | Senior    | Soliści       | Program dowolny  |

## Wyniki

### Kategoria seniorów

#### Soliści (S)
| Poz. | Zawodnik           | Nota łączna | SP | SP    | FS | FS     |
| ---- | ------------------ | ----------- | -- | ----- | -- | ------ |
| 1    | Michal Březina     | 247,53      | 1  | 82,95 | 1  | 164,58 |
| 2    | Matyáš Bělohradský | 209,96      | 3  | 68,58 | 2  | 141,38 |
| 3    | Jiří Bělohradský   | 193,99      | 4  | 63,93 | 3  | 130,06 |
| 4    | Filip Ščerba       | 189,58      | 2  | 68,94 | 6  | 120,64 |
| 5    | Radek Jakubka      | 184,12      | 7  | 60,48 | 4  | 123,64 |
| 6    | Georgii Reshtenko  | 183,51      | 5  | 62,40 | 5  | 121,11 |
| 7    | Michaił Mogilen    | 175,45      | 8  | 57,20 | 7  | 118,25 |
| 8    | Łukasz Kędzierski  | 161,84      | 6  | 61,58 | 9  | 100,26 |
| 9    | Michael Neuman     | 158,04      | 10 | 53,39 | 8  | 104,65 |
| 10   | Daniel Mrázek      | 154,86      | 9  | 55,77 | 11 | 99,09  |
| 11   | András Csernoch    | 150,35      | 12 | 50,18 | 10 | 100,17 |
| 12   | Máté Böröcz        | 138,65      | 13 | 50,18 | 12 | 88,47  |
| 13   | Marco Klepoch      | 134,92      | 11 | 50,37 | 13 | 84,55  |
| 14   | Miłosz Witkowski   | 125,34      | 14 | 44,39 | 15 | 80,95  |
| 15   | Michał Woźniak     | 124,17      | 15 | 41,65 | 14 | 82,52  |

#### Solistki (S)
| Poz. | Zawodniczka          | Nota łączna | SP | SP    | FS | FS     |
| ---- | -------------------- | ----------- | -- | ----- | -- | ------ |
| 1    | Jekatierina Kurakowa | 177,96      | 1  | 57,30 | 1  | 120,66 |
| 2    | Ivett Tóth           | 159,09      | 3  | 52,26 | 2  | 106,83 |
| 3    | Regina Schermann     | 155,77      | 4  | 50,98 | 3  | 104,79 |
| 4    | Eliška Březinová     | 138,31      | 2  | 56,85 | 9  | 81,46  |
| 5    | Bernadett Szigeti    | 136,26      | 7  | 43,56 | 4  | 92,70  |
| 6    | Nikola Rychtaříková  | 134,44      | 5  | 46,76 | 5  | 87,68  |
| 7    | Fruzsina Medgyesi    | 126,58      | 11 | 39,84 | 6  | 86,74  |
| 8    | Ema Doboszová        | 126,35      | 8  | 42,82 | 7  | 84,53  |
| 9    | Katarina Fricova     | 126,32      | 6  | 43,83 | 8  | 82,49  |
| 10   | Klara Stepanova      | 120,51      | 9  | 41,56 | 10 | 78,95  |
| 11   | Oliwia Rzepiel       | 115,41      | 12 | 39,36 | 11 | 76,05  |
| 12   | Elżbieta Gabryszak   | 107,08      | 10 | 41,47 | 15 | 65,61  |
| 13   | Magdalena Zawadzka   | 105,76      | 13 | 36,67 | 13 | 69,09  |
| 14   | Jelizawieta Surowa   | 100,95      | 17 | 31,62 | 12 | 69,33  |
| 15   | Agnieszka Rejment    | 100,52      | 15 | 34,17 | 14 | 66,35  |
| 16   | Claudia Mifkovicova  | 93,31       | 16 | 32,51 | 16 | 60,80  |
| 17   | Amelia Rams          | 92,99       | 14 | 35,01 | 17 | 57,98  |
| 18   | Bianca Srbecká       | 70,48       | 18 | 27,53 | 18 | 52,95  |

#### Pary sportowe (S)
| Poz. | Zawodnicy                         | Nota łączna | SP | SP    | FS | FS     |
| ---- | --------------------------------- | ----------- | -- | ----- | -- | ------ |
| 1    | Julija Scsetyinyina / Mark Magyar | 165,04      | 1  | 55,65 | 1  | 109,39 |

#### Pary taneczne (S)
| Poz. | Zawodnicy                                  | Nota łączna | RD | RD    | FD | FD     |
| ---- | ------------------------------------------ | ----------- | -- | ----- | -- | ------ |
| 1    | Natalia Kaliszek / Maksym Spodyriew        | 187,50      | 1  | 75,31 | 1  | 112,19 |
| 2    | Justyna Plutowska / Jérémie Flemin         | 164,79      | 2  | 65,44 | 2  | 99,35  |
| 3    | Anastasija Polibina / Pawieł Gołowisznikow | 151,51      | 3  | 59,38 | 3  | 92,13  |
| 4    | Emily Monaghan / Ilias Fourati             | 146,01      | 5  | 55,81 | 4  | 90,20  |
| 5    | Leia Dozzi / Michael Valdez                | 145,44      | 4  | 57,01 | 5  | 88,43  |
| 6    | Jenna Hertenstein / Damian Binkowski       | 128,37      | 6  | 49,20 | 6  | 79,17  |

### Kategoria juniorów

#### Pary sportowe (J)
| Poz. | Zawodnicy                     | Nota łączna | SP | SP    | FS | FS    |
| ---- | ----------------------------- | ----------- | -- | ----- | -- | ----- |
| 1    | Lucie Novotná / Mykyta Huskov | 95,00       | 1  | 30,39 | 1  | 64,61 |

#### Pary taneczne (J)
| Poz. | Zawodnicy                            | Nota łączna | RD | RD    | FD | FD    |
| ---- | ------------------------------------ | ----------- | -- | ----- | -- | ----- |
| 1    | Natálie Taschlerová / Filip Taschler | 155,61      | 1  | 60,89 |    | 94,72 |
| 2    | Villö Marton / Danijil Szemko        | 138,31      | 2  | 57,70 | 3  | 80,61 |
| 3    | Denisa Cimlová / Vilém Hlavsa        | 137,15      | 3  | 54,18 | 2  | 82,97 |
| 4    | Elisabeta Kořínková / Tomáš Moravec  | 118,90      | 5  | 47,18 | 4  | 71,72 |
| 5    | Katica Kedves / Fiodor Czarnow       | 115,33      | 6  | 44,54 | 5  | 70,79 |
| 6    | Oliwia Borowska / Filip Bojanowski   | 115,31      | 4  | 48,17 | 6  | 67,15 |
| 7    | Olivia Oliver / Joshua Andari        | 105,33      | 7  | 39,93 | 7  | 65,40 |
| 8    | Petra Csikos / Patrik Csikos         | 88,39       | 8  | 33,25 | 8  | 55,14 |

## Medaliści mistrzostw krajowych

### Kategoria seniorów
| Państwo  | Konkurencja   | Złoto                               | Srebro                             | Brąz                                       |
| -------- | ------------- | ----------------------------------- | ---------------------------------- | ------------------------------------------ |
| Czechy   | Soliści       | Michal Březina                      | Matyáš Bělohradský                 | Jiří Bělohradský                           |
| Czechy   | Solistki      | Eliška Březinová                    | Nikola Rychtaříková                | Katarina Fricova                           |
| Czechy   | Pary sportowe | DNS                                 | DNS                                | DNS                                        |
| Czechy   | Pary taneczne | DNS                                 | DNS                                | DNS                                        |
| Polska   | Soliści       | Michaił Mogilen                     | Łukasz Kędzierski                  | Miłosz Witkowski                           |
| Polska   | Solistki      | Jekatierina Kurakowa                | Oliwia Rzepiel                     | Elżbieta Gabryszak                         |
| Polska   | Pary sportowe | DNS                                 | DNS                                | DNS                                        |
| Polska   | Pary taneczne | Natalia Kaliszek / Maksym Spodyriew | Justyna Plutowska / Jérémie Flemin | Anastasija Polibina / Pawieł Gołowisznikow |
| Słowacja | Soliści       | Michael Neuman                      | Marco Klepoch                      | DNS                                        |
| Słowacja | Solistki      | Ema Doboszová                       | Claudia Mifkovicova                | Bianca Srbecká                             |
| Słowacja | Pary sportowe | DNS                                 | DNS                                | DNS                                        |
| Słowacja | Pary taneczne | DNS                                 | DNS                                | DNS                                        |
| Węgry    | Soliści       | András Csernoch                     | Máté Böröcz                        | DNS                                        |
| Węgry    | Solistki      | Ivett Tóth                          | Regina Schermann                   | Bernadett Szigeti                          |
| Węgry    | Pary sportowe | Julija Scsetyinyina / Mark Magyar   | DNS                                | DNS                                        |
| Węgry    | Pary taneczne | Emily Monaghan / Ilias Fourati      | Leia Dozzi / Michael Valdez        | DNS                                        |

### Kategoria juniorów
| Państwo  | Konkurencja   | Złoto                                | Srebro                         | Brąz                                |
| -------- | ------------- | ------------------------------------ | ------------------------------ | ----------------------------------- |
| Czechy   | Pary sportowe | Lucie Novotná / Mykyta Huskov        | DNS                            | DNS                                 |
| Czechy   | Pary taneczne | Natálie Taschlerová / Filip Taschler | Denisa Cimlová / Vilém Hlavsa  | Elisabeta Kořínková / Tomáš Moravec |
| Polska   | Pary sportowe | DNS                                  | DNS                            | DNS                                 |
| Polska   | Pary taneczne | Oliwia Borowska / Filip Bojanowski   | Olivia Oliver / Joshua Andari  | DNS                                 |
| Słowacja | Pary sportowe | DNS                                  | DNS                            | DNS                                 |
| Słowacja | Pary taneczne | DNS                                  | DNS                            | DNS                                 |
| Węgry    | Pary sportowe | DNS                                  | DNS                            | DNS                                 |
| Węgry    | Pary taneczne | Villö Marton / Danijil Szemko        | Katica Kedves / Fiodor Czarnow | Petra Csikos / Patrik Csikos        |